# Montiopsis berteroana
Montiopsis berteroana är en källörtsväxtart som först beskrevs av Rodolfo Amando Philippi, och fick sitt nu gällande namn av D.I. Ford. Montiopsis berteroana ingår i släktet Montiopsis och familjen källörtsväxter. Inga underarter finns listade i Catalogue of Life.